# لشکر ۹ زرهی (عراق)
لشکر ۹ زرهی عراق (انگلیسی: 9th Armoured Division) لشکر زرهی زیرمجموعه نیروی زمینی عراق است، که در سال ۱۹۷۵ تأسیس شد. این لشکر از یگان‌های فعال در جنگ ایران و عراق بود، که در عملیات بیت‌المقدس، عملیات رمضان و نبرد حصر آبادان به‌عنوان یگان عمل‌کننده حضور داشت. ستاد فرماندهی لشکر ۹ زرهی در بغداد قرار دارد و پادگان آن در کمپ تاجی، استان بغداد مستقر می‌باشد.

## تاریخچه
این لشکر به عنوان بخشی از تقویت ارتش عراق پس از جنگ یوم کیپور تشکیل شد. پساخ مالوانی می‌گوید که این لشکر در آستانه جنگ ایران و عراق «تازه تأسیس» شده بود. قبل از جنگ، این لشکر در منطقه ناصریه به عنوان بخشی از سپاه سوم مستقر بود. یک وابسته نظامی بریتانیا در گزارش‌های سال‌های ۱۹۷۷ و ۱۹۷۸، این لشکر را تحت سپاه سوم، با ستاد مرکزی در سماوه و تیپ‌های آن را به عنوان تیپ‌های ۱۴ مکانیزه و ۴۳ و ۴۵ زرهی فهرست کرد. این لشکر اولین بار در حمله اولیه عراق به خوزستان وارد عمل شد  و در چندین نبرد در مراحل اولیه جنگ ایران و عراق جنگید. با این حال، لشکر ۹ در عملیات رمضان، در ژوئیه ۱۹۸۲، چنان به شدت شکست خورد (و اساساً از بین رفت) که منحل شد. لشکر ۹ تنها لشکر عراقی بود که بدون اصلاح در طول جنگ منحل شد. از آنجا که به دلیل خسارات شدید این یگان، لشکر نهم در ارتش عراق بدشانس شده بود، تصمیم گرفته شد که آن را بازسازی نکنند، بلکه در عوض پرسنل و تجهیزات باقی مانده را به لشکر ۱۷ زرهی (عراق) که تازه در سپاه دوم تشکیل شده بود، منتقل کنند.
این لشکر پس از آغاز بازسازی ارتش عراق پس از حمله سال ۲۰۰۳ به عراق، بازسازی شد. مقاله‌ای در سال ۲۰۰۶ در مجله آرمی شرح داد که چگونه این لشکر از «خرابه‌های گارد جمهوری قدیمی» ساخته می‌شود. تأسیسات آن بخش بزرگی از اردوگاه تاجی عراق را در ده‌ها ساختمان بازسازی شده که زمانی متعلق به گارد جمهوری بودند، اشغال کرده است و بسیاری از تجهیزات آن از زباله‌های رژیم سابق بازیابی شده است. تانک‌های تی-۵۵ و «نفربرهای زرهی برای دو تیپ از سه تیپ آن از خودروهای آسیب دیده در نبرد، در اردوگاه تاجی سرهم‌بندی شدند». پیمانکاران تجهیزات عملیاتی را از قراضه‌ها بازسازی کردند. قرار بود تانک‌های تی-۷۲ دست دوم برای تیپ ۳ این لشکر از یکی از کشورهای بلوک شوروی سابق خریداری شود.
این تیپ در ۲۶ ژوئن ۲۰۰۶ سازماندهی مجدد شد و مسئولیت میدان نبرد شمال استان بغداد را برعهده گرفت. در سپتامبر ۲۰۰۶، مجله ارتش اعلام کرد که دو تیپ از این لشکر قبلاً به میدان فرستاده شده و از نظر عملیاتی با واحدهای نیروی زمینی ایالات متحده همکاری داشته‌اند. این لشکر اولین رزمایش پست فرماندهی خود را در تابستان ۲۰۰۶ در شمال عراق انجام داده بود.
یکی از فرماندهان این لشکر، ژنرال ریاض جلال توفیق بوده است که سرانجام به درجه سپهبدی ارتقا یافت و فرماندهی عملیاتی نینوا را بر عهده داشت. مؤسسه مطالعات جنگ، در توصیف به دست گرفتن فرماندهی توسط ریاض، اعلام کرد که لشکر نهم منطقه رصافه در شرق بغداد را کنترل می‌کرد و ریاض به خاطر کمک به تأمین امنیت آن «منطقه کلیدی» مورد تقدیر قرار گرفته است. از دیگر فرماندهان لشکر می‌توان به سرلشکر بشار محمود ایوب (۲۰۰۶) و تا آوریل ۲۰۰۹، سرلشکر قاسم جاسم نزال اشاره کرد.